# 醫療保險

该国提供免费且面向全民的医疗服务
该国提供面向全民但不免费的医疗服务
该国提供免费但不面向全民的医疗服务
该国不提供免费或全民医疗服务
未知

醫療保險（英語：Health insurance）是一種承擔個人需支付的全部或部分医疗费用的保險，這種保險的形式是把風險分散到更多投保人的身上。保險機構透過估算整個風險池中醫療衛生和醫療系統支出的總體風險，可制定出常規的財務架構，例如每月保險費，或是薪資稅，用於支付約定的醫療福利的費用。保险机构可以是政府部门、保险公司或是非營利組織等。
根據美國醫療保險協會的定義，醫療保險是"提供因疾病或傷害而支付的一種保險福利。它的範圍涵蓋包括因意外事故、醫療費用、失能或意外死亡，以及肢體傷殘而造成的損失"（第225頁）。

## 背景
醫療保險的保單是：
1. 保險提供者（例如保險公司，或是政府）與個人或其贊助人（例如雇主，或是社區組織）之間的合約。對於私人保險，合約可為定期續約的（例如，每年，每月），或是終身的，對於國家計劃形式的保險，合約可為對所有公民強制性的。由醫療保險單位承擔的醫療護理費用的類型，和金額，會以書面形式，在合約中、或者私人保險的"保險憑證"小冊中，或在國家公共衛生政策中列出。
2. （特定於美國）在美國，醫療保險有兩種類型：納稅人提供經費的，和私人提供經費的。[3]私人提供經費的保險計劃的例子，是雇主贊助的自費1974年僱員退休所得安全法（英语：Employee Retirement Income Security Act of 1974）（ERISA）計劃。保險公司通常會宣傳他們擁有一家大型保險公司。但是，ERISA法案"並未參與承保行為"，而是對保險進行管理。因此，ERISA計劃不受州法律的約束，而是受美國勞工部（USDOL）相關的聯邦法律管轄。具體的福利或承保範圍的詳細資訊，可在“計劃摘要說明”（SPD）中找到。申訴必須通過保險公司，然後是雇主的計劃受託人。如果仍然有需要，可將受託人的決定提請美國勞工部審查是否符合ERISA的規定，然後在聯邦法院提起訴訟。

被保險人個人的義務有：
- 保費：保單持有人或其贊助人（例如雇主）為購買醫療保險而支付給醫療保險計劃的金額。（特定於美國）根據醫療衛生法，保險費的計算，會考慮到被保險人的5個特定因素，年齡、地點、吸菸與否、個人與家庭投保情況，以及被保險人選擇的保險計劃類別。[5]根據《患者保護與平價醫療法案（PPACA）》，政府為那些透過醫療保險市集購買私人保險的人提供稅收抵免，用以支付部分保費。[6]
- 自負額：也稱免賠額或起付线。被保險人在醫療保險公司支付其補償之前，必須 自付費用的金額。例如，投保人可能需要每年支付7,500美元的自負額，然後醫療保險公司才會為其支付任何醫療服務費用。在被保險人自己的支付到達自負額滿額之前，被保險人可能需要為幾次醫生診治或領取幾次處方藥做支付，而後保險公司才會開始支付費用。此外，大多數保單都不會針對被保險人對醫生的就診或處方藥支付的自負額部分提供共付額保險。
- 共付額：也称自付额，是被保險人必須在醫療保險公司為特定的就診或服務付費之前自掏腰包支付的金額。例如，被保險人會為醫生的就診或獲得處方藥支付45美元的共付額。每次獲得這些服務時就必須支付共付款。
- 共同保險：共同保險是代替，或者額外支付固定金額（共付額）的一種方式，共同保險是被保險人也需支付總費用的某個百分比。例如，受保人可要支付共付額以外的手術費用的20％，而保險公司支付其餘80％。如果共同保險有上限的話，則保單持有人自己最終會負擔的很少，或者很多，取決於他們獲得服務的實際總成本。
- 除外不保事項：並非所有服務都被合約涵蓋在內。諸如一次性產品，稅收等項目，不包括在可受理的索賠範圍內。通常被保險人必須自掏腰包，支付除外不保服務的所有費用。
- 承保範圍：一些醫療保險保單最多只能支付一定金額的醫療費用。被保險人可能需要為特定服務中，對超出醫療計劃最高付款額的任何費用自行負擔。此外，某些保險公司的計劃具有年度或終生最高覆蓋金額。在這些情況下，醫療保險計劃將在達到最高福利上限時停止付款，保單持有人必須支付所有差價部分。
- 最高自付費用限額：類似於承保限額，不同的是在這種情況下，被保險人的付款義務在達到最高自付費用限額時終止，醫療保險會負擔承保部分所有進一步的費用。最高自付費用限額可限於特定的福利類別（例如處方藥），也可應用於特定福利年度內所提供的所有覆蓋範圍。
- 論人計酬支付：保險公司向醫療服務單位支付一定金額，而醫療服務單位同意對於所有被保險人提供治療服務。
- 網絡內醫療服務單位：也称定点医疗机构，是由保險公司預先選擇以及列表的醫療衛生單位。保險公司對被保險人提供共同保險或共付額的折扣，或是其他的福利，鼓勵他們到網絡內醫療服務單位就診或就醫。通常，網絡內醫療服務機構會與保險公司簽訂合同，就保險公司支付給網絡外醫療服務單位的"常規和慣例"費用率，提供折扣。
- 網絡外醫療服務單位：也称非定点医疗机构，即尚未與保險公司網絡計劃簽約的醫療服務單位。如果使用網絡外的機構，則患者從這些單位接受服務後，必須支付全額費用。即使是緊急服務，網絡外提供商也可能向患者收取一些額外費用。
- 事先授權或备案：保險公司在醫療服務發生之前提供的證明或授權。獲得授權意味著保險公司有義務為服務付費，前提是該服務與授權的內容相匹配。許多小型的常規服務則不需要事先授權。[7]
- 處方表：保險計劃同意承保的藥物清單。[8]
- 保單福利說明（英语：Explanation of Benefits）：保險公司向患者發送的文件，說明醫療費用範圍，以及如何確定付款金額和患者責任金額。[7] 如果是急診室計費，則在事後後30天內通知患者。由於患者當時的狀況和其他後勤原因，很少會在就診當時親自收到相關費用通知。[9]

處方藥保險計劃是一些醫療保險計劃提供的保險形式。在美國，患者在領取處方表中的藥品，通常要支付共付額，和處方藥保險的一部分，或是全部費用。此類計劃通常是國民健康保險計劃的一部分。例如，加拿大魁北克省全面要求將處方藥保險作為公共醫療保險計劃的一部分，但也可透過私人或團體保險計劃，或是透過公共保險計劃購買和管理。
如果患者願意簽署一項協議，同意對保險公司不支付的金額負責支付，那麼美國的一些（如果不是大多數）醫療衛生提供者會同意向保險公司申請付款。保險公司根據"合理且常規"的費用向網絡外醫療服務單位付款，而金額可能低於提供者的通常費用。提供者有可能與保險公司簽訂單獨的合同，給予保險公司在提供醫療費用和論人計酬支付理賠金額的折扣。通常，使用網絡內醫療服務單位可讓患者花費較少。

## 比較

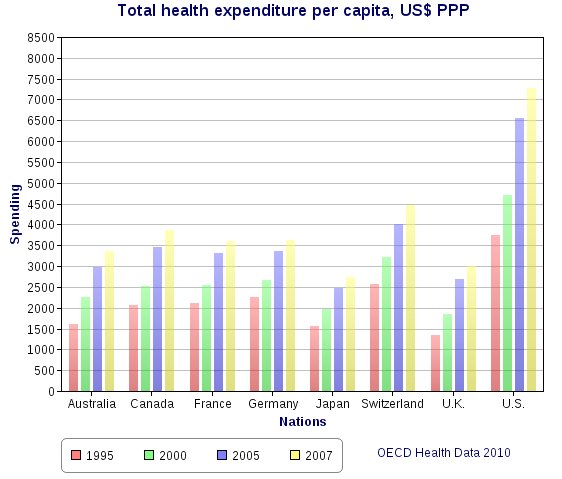
幾個經合組織國家中每人平均醫療衛生費用支出，利用經過購買力平價指數調整過的美元來表達，資料來源：OECD圖書館

美國聯邦基金會在其名為"Mirror, Mirror on the Wall"的年度調查中，比較澳洲、紐西蘭、英國、德國、加拿大和美國的醫療衛生系統的績效。在2007年的研究發現，美國系統最為昂貴，但與其他國家相比，它的表現始終不佳。美國與其他國家/地區之間的差異，是它是唯一沒有全民醫療衛生保險覆蓋的國家。

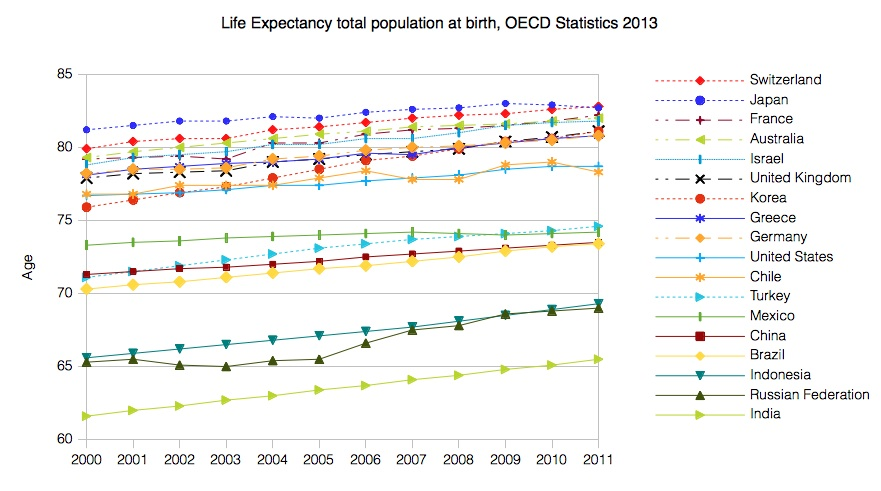
幾個經合組織國家中,在2000年到2011年間出生全部人口的預計壽命，資料來源：OECD圖書館

聯邦基金會於2010年完成第13次年度衛生政策調查。調查的研究"發現在獲取覆蓋、成本負擔、和與保險設計相關的醫療保險方面，各國存在顯著差異"。在接受調查的國家/地區中，美國人與其他國家/地區相比，有更高的自付費用、與保險公司之間的糾紛更多，並且保險公司拒絕理賠的情況也多；美國的文書工作繁重，但是德國的文書工作也同樣的繁重。

### 澳大利亞
澳洲的公共衛生系統稱為Medicare（澳洲國民醫療保險），它提供免費的全民醫療衛生服務，和院外醫療服務的補助。經費來自對所有納稅人徵收的2％附加稅，對高收入者徵收額外1％附加稅，以及政府的一般收入。
私人醫療衛生系統的經費來自一些私營醫療保險組織。其中最大的是Medibank私人保險，這家公司之前是政府所擁有，在2014年完成私有化，並在澳洲證券交易所上市。
澳洲的醫療衛生基金可以是'以營利為目的'，包括 Bupa和nib Health Funds；'相互保險公司'則有Australian Unity；或'非營利組織'，包括 GMHBA Limited、HCF和HBF Health Fund。一些組織（例如警察醫療衛生組織）的成員資格僅限於特定的群體，但是大多數組織是對所有人開放。現在也可通過比較網站去申請取得大多數醫療衛生基金的會員資格。這些比較網站與參與的醫療衛生基金協議，以收取成交佣金的方式來運作。政府機構私人醫療保險申訴專員還管理一個免費網站，便利消費者上網搜索，和比較私營醫療保險公司的產品，其中包括價格和承保範圍的資訊。
澳洲的私營醫療保險的大多數業務均受《“2007年私人醫療保險法”》的監管。對私營醫療衛生行業的投訴和報告由獨立的政府機構：私人醫療保險申訴專員來辦理。申訴專員發表年度報告，概述根據每個醫療衛生基金的市場佔有率，收到個別的投訴數量，和投訴內容性質。
澳洲的私人醫療衛生系統以"社區等級"為基礎運作，因此保險費不會僅因個人的既往醫療史、當前的健康狀況，或（通常而言）其年齡（但請參見下文的終身健康保險）而做決定。在等待時間之間進行權衡，尤其是對於已存在的健康狀況（在行業中通常稱為PEA，代表"既有身體狀況"）。基金有權對任何醫療狀況的福利施加上長達12個月的等待期（如果醫療狀況的徵兆和症狀在此人首次投保之日的六個月前一直存在的話）。他們還有權對與產科疾病有關的保險福利給予12個月的等待期，而當某人首次購買私人保險時，對所有其他保險福利給予2個月的等待期。基金有權酌情針對個案減少或取消此類等待時間。他們還可自由決定在開始時不強加等待期的規定，但是這樣會讓基金處於 "逆向選擇"的風險中，從其他的基金吸引不成比例的成員，或者吸引原本有意加入其他基金的成員。也可能吸引那些有既有身體狀況的人，他們可能由於PEA規則而無法享受12個月等待期的福利，因此根本沒購買保險。逆向選擇的結果是基金支付出去的費用對所有基金成員的保費費率形成壓力，導致一些成員的數目下降，再導致保費費率進一步上升，隨之而來的是成員因高保費而選擇離開的惡性循環發生。
澳洲政府出台許多激勵措施，鼓勵成年人購買私人醫療保險。其中包括：
- 終生醫療保險：如果某人在其31歲生日後的7月1日之前沒購買私人醫療保險，那麼在此之後（如果）購買的話，他們每年的保費必須包括沒有醫療保險年數，每年加收2％的保費。因此，一個在40歲時首次購買私人醫療保險的人將支付加收20％的費用。連續保險10年後，這種加收才會被豁免。這種加收費用僅適用於住院保險費率，不適用於輔助（附加）保險費。
- Medicare徵費附加費：納稅人的應稅收入大於特定金額（在2011/12財政年度中，單身人士為80,000澳元，夫妻為168,000澳元[17]並且沒有足夠水準的私人醫療保險的人，必須在標準1.5％的Medicare徵費之外，支付額外的1％附加費。理由是，如果這個收入區塊的人們被迫以一種或另一種方式支付更多的錢，則大多數人會選擇購買住院保險（如果他們需要私人住院治療），這樣比較有利–而非支付額外稅金，又必須負擔自己的私人住院費用。
  - 澳洲政府於2008年5月宣布，提議拉高門檻，把單身人士的所得提高到100,000澳元，家庭的提高到150,000澳元。這些更改需要立法批准。修改法案被提出，但未受到上議院通過。[18]修訂版最終在2008年10月16日獲得通過。有人批評說，這一變化將導致許多人放棄私人醫療保險，給公立醫院系統帶來進一步負擔，並為那些留在私人醫療保險系統的人增加保費。有其他評論員則認為影響不大。[19]
- 私人醫療保險折扣：政府會對所有私人醫療保險投保者（包括住院和附加保險）的保費提供補助，根據年齡有區別，分別為10％、20％，或 30％。陸克文政府（英语：Rudd Government (2007–2010)）於2009年5月宣布，自2010年7月起，折扣會經由經濟狀況調查，並以遞減的方式提供。此提案（需要立法）在當時的上議院中被推翻，但吉拉德政府（英语：Gillard Government）於2011年初宣布重新提案，法案在反對黨失去上議院的優勢後通過。澳大利亞工黨和澳大利亞綠黨一直反對這項折扣，稱其為"中產階級福利"。[20]

### 加拿大
根據加拿大憲法，醫療衛生主要是加拿大各個省政府的責任（主要例外是聯邦政府對原住民（根據條約）、加拿大皇家騎警、武裝部隊，以及國會議員有提供醫療服務的責任）。因此，醫療保險計劃由每個省自行管理。聯邦政府憑藉其財政權力來影響醫療保險–它把現金和稅金成數轉移到各省，以幫助支付全民醫療保險計劃的費用。根據《加拿大衛生法》，聯邦政府指令並強制要求所有人可免費獲得所謂的"醫療必需服務"，這些服務主要定義為由醫生或醫院提供的護理，以及長期居家護理。
如果有省份允許醫生或醫療機構向患者收取服務費用，則聯邦政府將減少支付這類禁收的部分。整體而言，加拿大的省立公共醫療保險制度通常被稱為加拿大國民醫療保險（Medicare）。這種公共保險的經費來自政府的一般稅收，但是不列顛哥倫比亞省和安大略省為有額外的收入，會對個人和家庭收取固定費率的強制性保費，這種保費本質上就是附加稅。人民可以利用私人醫療保險，但在六個省中，只允許用在公共醫療保險計劃未涵蓋的服務（例如，醫院的半私人，或私人房間，以及處方藥保險計劃）。有四個省允許私人醫療保險按照《加拿大衛生法》規定的保險服務，但實際上並無市場。所有加拿大人均可自由運用私人醫療保險，來涵蓋選擇性醫療服務，例如雷射視力矯正手術、美容外科，和其他非基本醫療療程。大約65％的加拿大人擁有某種形式的補充私人醫療保險；他們之中許多人都是透過雇主取得。政府未支付的私營醫療服務佔醫療衛生總支出接近30％。
2005年，加拿大最高法院在Chaoulli訴魁北克一案中裁定，該省對已經由省提供保險的醫療服務，而禁止私人醫療保險的規定，違反《魁北克權利與自由憲章》，特別是涉及生命權以及個人安全的部分。如本案所稱，如果等待治療的時間過長的話。這項裁決並未改變加拿大全國醫療保險的整體格局，但刺激人們試圖解決供需等核心問題，以及長時間等待所產生的影響。

### 法國
法國在第二次世界大戰結束後，於1945年建立國家醫療保險制度。這是戴高樂主義者和法國國會中共產主義代表間的折衷方案。保守派戴高樂主義者反對把醫療衛生體系國有化，而共產主義者則支持按照英國貝弗里奇模型，把醫療衛生系統完全國有化。
由此產生的保險計劃是按行業分類：所有工作人員都得將其收入的一部分支付給非營利的醫療保險基金，基金可讓患病得到相互保險的保障，並以不同的比率報銷醫療費用。被保險人的子女和配偶也可享受福利。每個基金都可自由地管理自己的預算，並按照自己認為合適的比率報銷醫療費用，但是，近年來，大多數基金在經過一系列改革之後，所提供的報銷和福利已趨相同。
政府承擔的責任有兩項。
- 政府的首要職責是確定透過協商來決定醫療費用的價格，以兩種方式進行：衛生部根據在鄰國所得到的平均銷售價格，直接與藥廠協商。一個由醫生和專家組成的委員會決定這些藥物是否能產生足夠的醫療效果，以便報銷（請注意，大多數藥物都可報銷，包括順勢療法所使用者）。同時，政府確定醫療服務的報銷費率：這意味著醫生可自行決定他作諮詢或檢查時，所希望收取的費用，但是社會保障系統只會按照預設的費率作報銷。政府每年會與醫生代表組織協商確定。
- 政府的第二個責任是對醫療保險基金進行監督，以確保它們被正確地管理，並確保對公立醫院網絡作監督。

這個系統到今日仍或多或少是維持原狀。這些強制性計劃對法國所有公民和合法外國籍居民提供覆蓋，經費仍由行業工作人員提供。但自1945年以來，也曾有一些重大更改。首先，不同的醫療衛生基金（共有五個：一般、獨立、農業、學生、公務員）現在都以相同的比率來報銷。其次，自2000年以來，政府也提供醫療衛生服務給那些以前沒被強制性制度所覆蓋的人（從未工作，而且不是學生的人，即那些非常富裕，或極為貧困的人）。這種方式與那些由行業工作人員繳費的方式不同，是透過一般性稅收來籌集經費，而對於那些無力支付差額的人，其費用報銷比率要比基於行業制度的較高。最後，為了應對醫療衛生費用的上漲，政府制定兩項計劃（分別在 2004年和2006年），要求被保險人告知指定轉診的醫生，以便全額支付專科醫生就診的費用，並制定強制性醫療保險共付額計劃，每次就診需要支付1歐元，每盒藥物支付0.50歐元，對於住院和費用昂貴療程，每天收費16-18歐元。
法國保險體系的一個重要要素是團結：一個人患病越重，所需支付的費用就越少。表示對於患有嚴重或慢疾病的人，保險系統會全額補償他們的費用，並免除他們的共付額。
最後，對於那些強制性系統未涵蓋的費用，有大量私人補充保險計劃可供選擇。這些計劃的市場競爭激烈，而且通常由雇主補貼，表示保費通常不高。有85％的法國人受益於補充性私人醫療保險。

### 德國
主要文章：德國的醫療衛生
德國擁有世界上最古老的國家社會醫療保險制度，起源可追溯到1883年奧托·馮·俾斯麥的疾病保險法（Sickness Insurance Law）。
強制性保險從1885年涵蓋10％的藍領工人開始，逐步擴大。到2009年，保險對所有公民而言是強制性，而自由業者或收入超過某個門檻的人會購買私人醫療保險。截至2016年，法定醫療保險（Statutory Health Insurance (SHI)）（德語 Gesetzliche Krankenversicherung或GKV）覆蓋85％的人口，其餘的由私人保險（Private Krankenversicherung或PKV）所覆蓋。截至2004年，德國的醫療衛生系統由政府提供經費的佔77％，由私人提供經費的佔23％。公共醫療保險的繳費額是根據個人的收入，私人醫療保險的繳費額是根據個人的年齡和健康狀況而定。
報銷是按服務收費，但是在一個地區，被允許納入法定醫療保險的醫師人數，由政府和專業協會規定。
德國在1980年代引入共付額制度以防止濫用。近年來，德國的平均患者住院時間從14天減少到9天，但仍比美國的平均住院時間（5到 6天）長。部分差異在於醫院報銷的主要考慮因素是住院天數，而不是療程或診斷。藥物成本大幅增加，從1991年到2005年增長近60％。德國雖曾努力控制成本，但整體醫療衛生支出在2005年上升到國內生產總值（GDP）的10.7％，與其他西歐國家相當，但仍遠低於美國的支出（約佔 GDP的 16％）。
德國提供三種與人的身體狀況有關的社會保險，這些保險由雇主和僱員共同負擔：醫療保險、意外保險，和長期護理保險。長期護理保險（Gesetzliche Pflegeversicherung）於1994年設立，屬於強制性。意外保險（gesetzliche Unfallversicherung）由雇主負責，基本上涵蓋上下班的通勤期間，和在工作場所內，兩者所有的風險。

### 印度
在印度，醫療衛生服務的提供因省而異。在大多數的省，公共衛生服務很重要，但是，由於缺乏資源和管理不足，多數的人口選擇私人醫療衛生服務。
為了提高人們的認識和改善醫療衛生設施，印度保險監管與發展局和印度再保險公司發動對全國民眾的醫療衛生運動。總理納倫德拉·莫迪（Narendra Modi）在2018年宣布針對社會地位低下的公民的新式醫療保險-印度國民健康保險，也稱為Modicare，印度政府聲稱這個新系統將嘗試覆蓋多達5億多人。
印度有兩種主要醫療保險：
- 賠償保險計劃，基本上涵蓋住院費用，並包含有個人保險、家庭全戶保險、老年人保險、生育保險、團體醫療保險等子類型。
- 固定福利保險計劃，為事先設定的疾病（如重病、癌症、心臟病等）支付固定金額保費。它還有其子類型，如預防保險、重病、人身傷害等保險。

根據不同保險類型和提供醫療保險的公司，承保範圍包括住院前後的費用、救護車費用、日託費用、健康檢查等。
了解保險計劃中的除外不保項目非常重要：
- 與牙齒疾病或牙齒手術有關的治療
- 各種性傳染病和愛滋病
- 非對抗療法

很少有公司會提供針對此類疾病或狀況的保險，但仍取決於類型和保險金額。
在選擇印度的醫療保險之前，需要考慮到理賠比率、保險限額和上限、涵蓋範圍，和包括的網絡醫院等重要事項。

### 日本
日本有三種主要的醫療保險計劃：僱員醫療保險（健康保険 Kenkō-Hoken）、日本國民健康保險（國民健康保険 Kokumin-Kenkō-Hoken）和後期高齡醫療保險（後期高齢醫療制度 Kouki-Kourei-Iryouseido）。國民健康保險是為沒有資格成為任何以就業為基礎的醫療保險計劃人所設計。日本雖然有私人醫療保險，但是日本公民、永久居民，和持簽證期限為一年或更長時間的非日本人，都必須參加國民健康保險，或僱員醫療保險。後期高齡醫療保險系統是為年齡在75歲以上的人所設計。所有居住在日本的人都需要加入前述的三種保險之一，包括外國人在內。要購買國民健康保險，每個家庭必須提出申請。核准後，整個家庭將被覆蓋。每個加入的人均會收到一張健康保險卡，去醫院時必須出示卡片。加入者必須每月支付國民健康保險稅。加入國民健康保險的好處是醫療費用中的自負費用可根據年齡，支付金額從10％到30％不等。此外，如果在醫院的治療費用的自負部分超過自我支付水平上限，患者可提出申請，國民健康保險會把超過的部分退還。僱員醫療保險涵蓋僱員與工作有關和非與工作有關的疾病、傷害和死亡。這類保險的保險範圍是：與工作有關的疾病或傷害每年的醫療服務最多為180天，非與工作有關的疾病和傷害每年的醫療服務最多也是180天。雇主和僱員需要為這種保險平均分擔保險費用。老年醫療保險是根據《1982年老年醫療衛生法》，於1983年開始實施，這項法案為許多醫療保險系統提供交叉補貼，為老年人提供醫療保險費的財務補助。這種醫療保險是為70歲以上的老年人，和65至69歲的殘疾人士提供預防性和治療性醫療服務。

日本醫療衛生費用根據年齡群組分類

#### 日本系統中的一個問題
日本醫療衛生體系中一個令人關注問題的是人口的快速老化。總醫療費用中有三分之一是用於老年人。由於人口的快速老化，會造成較長的住院時間、較多的臨終照護和醫療保險計劃的變更。人口越高齡化，住院的人就越多，和時間越長，臨終照護的數目隨之增加，而退休員工把保險從僱員醫療保險轉移到老年人健康保險，這些均會讓醫療衛生支出增加。

### 荷蘭
2006年，在荷蘭有新的醫療保險制度生效。這個新系統透過結合使用法規和保險均衡資金池，以避免與傳統形式的醫療保險相關的逆向選擇和道德風險的兩個陷阱。透過要求保險公司提供至少一份，符合政府設定的最低保險條件的保單，可避免道德風險，並且法律規定所有成年居民都必須從他們選擇的保險公司購買這種保險。所有保險公司均會從均衡資金池中獲得資金，以支付政府強制規定涵蓋的保險費用。資金池由一個監管機構負責運作，雇主負責提供依員工薪資計算的費率到資金池，資金池佔所有醫療衛生支出約50％，而政府提供給那些無力支付醫療衛生費用的人的經費，佔5％。
剩下45％的經費來自公眾支付的保險費，保險公司之間做價格競爭。
均衡資金池中的資金將根據保單分配給每個投保人。但是，高風險人士可從中得到較多賠償，低收入人士和18歲以下的未成年人可獲得全額賠償。因此，保險公司不再認為接受高風險個人投保會有不利，避免逆向選擇的潛在問題。
保險公司不得有共付額、最高限額、自付額、拒絕投保，或收取國家設定和公佈的保費以外的任何費用。因此，每個購買保險的人，與其他人支付相同的價格購買相同的保單，並且每個人至少會獲得最低基本保險。

### 紐西蘭
自1974年以來，紐西蘭透過紐西蘭事故賠償公司（ACC）建立針對人身傷害的全民無過失醫療保險體系。ACC計劃涵蓋在紐西蘭（包括海外訪客）因受到傷害，接收治療的大部分費用，無論傷害如何發生，還涵蓋個人收入損失（佔受僱者受傷前收入的80％）和長期康復的相關費用，例如為嚴重受傷的人改裝房屋和車輛。這項保險計劃的經費來自對雇主的薪資（工傷）、對僱員的應稅收入的徵稅（對受薪階層的非工傷）、對車輛牌照費和汽油的徵稅（對於機動車事故）的組合，及來自一般稅收資金池的資金（用於兒童、老年人、失業者、海外訪客等的非工傷）

### 盧旺達
盧旺達是少數低收入國家中之一，這些國家已經實施以社區為基礎的醫療保險計劃，以減少阻礙窮人尋求和獲得所需醫療服務的財務性障礙。這種計劃已幫助盧旺達人口中的90％獲得醫療衛生服務。

### 瑞士
瑞士的醫療衛生是針對全民的，並受瑞士聯邦醫療保險法的監管。醫療保險對所有在瑞士居住的人（開始居住的三個月之內，或者在瑞士出生，都需要辦理）屬於強制性。因此，在全國都是相同待遇，避免醫療衛生方面有雙重標準。保險公司不論投保者的年齡或健康狀況，都必須提供這種基本保險。他們不可從這項基本保險中獲利，但可以從補充保險計劃中獲利。
全民強制性醫療保險可在人們生病、發生事故，和懷孕時提供服務。被保險人的醫療、藥物，和住院費用由醫療保險支付。被保險人最多會支付部分費用，費用可能會根據個人選擇的保險計劃而有所不同。整個醫療體系都朝著實現一般共同目標，即增強總體公共衛生和降低成本，同時鼓勵個人承擔責任的目標發展。
瑞士的醫療衛生系統是由公共，有補助的私有系統，和完全私有的系統組合而成。保險費因不同的保險公司、個人選擇的超額水平（相對自負額，請參考自負額 (醫療保險)#相較於相對自負額）、被保險人的居住地，以及所選擇的附加福利覆蓋程度（補充藥物、定期牙科保健、半私人，或住院治療私人病房，等等。）而有不同。
被保險人可自由在大約60個被認可的醫療衛生機構中做選擇，醫療費用由保險公司承擔，但不超過官方設定的水平。被保險人通常是按月支付保險費。被保險人為基本保險計劃支付的保險費不超過其個人收入的8％。如果保費高於此水平，政府會向被保險人提供現金補助。
強制性保險可由私人的"補充"保單填補，這種保單可以覆蓋基本保險所無的某些治療類別，或者在住院時把病房和服務水平升等。這些包括補充藥物、定期牙科治療，和住院治療的私人病房。
就強制性醫療保險而言，保險公司不能設置與年齡、性別，或健康狀況有關的任何條件。各家公司間的保費水平可能會有所不同，但對於同一年齡段和地區的所有被保險人，無論性別或健康狀況如何，在同一家公司內的保費水平都必須相同。這不適用於補充保險，它們的保費費率以風險為基礎來核算。
瑞士的嬰兒死亡率約為千分之3.6。 2012年男性的平均預期壽命為80.5歲，女性為84.7歲。屬於世界上最好的國家之列。

### 英國
英國的國民保健署（NHS）是一種公共經費的醫療衛生系統，可覆蓋通常居住在英國的每個人。這並不是嚴格定義的保險制度，因為（a）沒收取任何保費，（b）沒向患者收取費用，並且（c）費用並不是由預付費用的資金池來吸收。但是，它確實把保險的主要目的實現，即把因健康不良而引起的財務風險分散到整體國民。NHS的營運成本（2007-8年度估計為1,040億英鎊）直接由一般稅收支付。NHS提供大多數的醫療衛生服務，包括初級照護、醫院護理、長期照護、眼科，和牙科。
私人醫療衛生一直與NHS保持平行運作，主要由私人保險支付，但使用它的人口不到8%，通常作為NHS服務的補充。私營部門不提供許多治療種類。例如，妊娠期間的醫療保險通常沒被覆蓋，或只受到限制條款的覆蓋。保險公司Bupa的保險計劃（和許多其他保險公司的計劃）的典型除外不保事項包括：

衰老、更年期和青春期、愛滋病、過敏或過敏性疾病、生育控制、受胎、性問題和變性、慢性病、排除或限制條件/治療所引起的併發症、康復、復健和一般護理、美容、修復或減肥治療、耳聾、牙科/口腔治療（例如補牙、牙齦疾病、下巴萎縮等）、透析、門診或家庭使用的藥品和敷料† 、實驗藥物和治療、視力、激素替代療法和骨骼密度測定法、學習困難、行為和發展問題、海外待遇和遣返、行動輔助工具和設備、既存或特殊狀況、懷孕和分娩、篩檢和預防性治療、睡眠問題和失調、發音問題、暫時緩解症狀。 （†=特殊情況除外）

英國還有許多其他醫療保險公司，其中包括安達保險、安盛集團、英傑華集團、Bupa、安盟集團、WPA 和 VitalityHealth。根據所購買的保單，適用類似的排除條款。
2009年，代表英國醫生行業的組織英國醫學會（BMA）通過一項政策聲明，對英國醫療保險市場的發展表示擔憂。在顧問政策小組（即資深醫師）同意後，而在年度代表會議上提出，表達BMA"非常擔心某些私人醫療保險公司的保單條款正在阻止或限制患者對（i）選擇治療他們的醫事人員；（ii）選擇治療他們的醫院；（iii）選擇追加付款，以彌補保險公司提供的報銷，與他們自行選擇的私人治療費用之間的任何差額。"他們"呼籲BMA把這些問題公開，以便患者在選擇私人醫療保險時能充分受到告知。"保險公司決定患者由一般科醫師轉診去看哪位醫師，所用的做法稱為公開推薦（請參考公開推薦中的正反兩面的討論）。NHS為患者提供醫院和醫師的選擇，並且不收取服務費用。
雖然有很大一部分英國公眾反對私人部門參與，但私營保險公司仍被用來提高國民醫療衛生系統的能力。 根據世界衛生組織（WHO）的資料，截至2004年，政府的經費佔英國整體醫療衛生支出的86％，而私人保險公司的支出則佔剩餘的14％。
接受NHS醫院治療的患者中，幾乎有三分之一會利用到私人保險，並由保險公司承擔費用。一些私人保險計劃向選擇NHS治療的患者提供現金支付，以阻止患者使用私人醫療設施。私人醫療衛生分析機構LaingBuisson於2012年11月發表的一份報告估計，每年對擁有私人醫療保險的患者進行超過25萬次手術，費用為3.59億英鎊。此外，6.09億英鎊用於緊急醫療或外科治療。私人醫療保險通常不涵蓋緊急醫療，但如果將患者轉移到私人醫療單位，則隨後的康復費用可獲得支付。

### 美國

#### 短期醫療保險
美國衛生及公共服務部（DHHS）於2018年8月1日發布最終規則，對短期，有限期醫療保險（STLDI）進行聯邦層級的更改，把最長合約期限延長至364天，續簽最長可達36個月。這項新規則，加上對《患者保護與平價醫療法案中的個人分攤責任中處罰條款的停止使用，已成為一項需要獨立分析的主題。
美國的醫療衛生體系過度依賴私人醫療保險（這是大多數美國人的主要保險覆蓋來源）。根據美國疾病控制與預防中心（CDC）的數據，截至2012年，約有61％的美國人擁有私人醫療保險。 美國醫療保健研究與質量局（AHRQ）發現，私人保險在2011年要為1,220萬美國住院病人支付住院費用，總費用約為1,125億美元（佔全國總費用的29％）。
公共保險計劃是為大多數老年人以及符合某些資格的低收入兒童和家庭提供覆蓋的主要來源。主要的公共計劃是聯邦醫療保險 （Medicare），這是針對老年人和某些殘疾人士的聯邦社會保險計劃；和聯邦醫療補助（Medicaid），由聯邦政府和州政府共同提供經費，但由州的這一層級進行管理，涵蓋某些非常低收入的兒童及其家庭。Medicare和Medicaid兩者相加，在2011年約佔全國患者住院費用的63％。SCHIP（請參考美國兒童醫療保險計劃）是聯邦與州之間的合作夥伴關係，為某些沒有資格獲得Medicaid，但仍無力負擔私人醫療費用的兒童和家庭提供服務。其他公共計劃包括通過軍人醫療保險和退伍軍人健康管理局提供的軍方醫療福利，以及透過印第安人醫療衛生服務提供的福利。有些州為低收入人士提供其他醫療計劃。
在1990年代末和2000年代初，健康倡導公司開始出現，來幫助患者應對醫療衛生系統的複雜性。醫療衛生系統的複雜性給美國公眾帶來各式的問題。一項研究顯示，在2007年宣告破產的人中，未付醫療費用至少有1,000美元的人佔了62%，而在這些案例中，有92％的醫療債務超過5,000美元。申請破產的人中，將近80％擁有醫療保險。據估計，Medicare和Medicaid計劃很快將佔全國醫療衛生總支出的50％。
前面這些因素，再加上許多其他因素，激發起人們對美國醫療衛生體系進行全面改革的興趣。 歐巴馬總統在2010年簽署《患者保護與平價醫療法案》，成為法律。該法案包括'個人強制保險規定（individual mandate）'，即每個美國人都必須擁有醫療保險（否則就支付罰款）。諸如大衛·卡特勒和喬納森·格魯伯（Jonathan Gruber (economist)）之類的衛生政策專家，以及美國醫療保險遊說團體美國健康保險計劃）都認為，此條款是必需的，以便提供"保證的事項"和"社區評級"，以解決美國的醫療保險系統不受歡迎的特徵，例如保費計算權重、既有身體狀況排除不保，以及對保險申請人的預先篩選。在3月26日至28日，最高法院審理這項法案的效力。法案最終於2012年6月28日被裁定為符合憲法規定。最高法院裁定，國會有權在其稅收權限內行使在個人強制保險規定的權力。

#### 歷史與演變
在19世紀末，"意外保險（也可翻譯為傷害保險）"開始出現，其運作方式與現代的殘疾保險類似。.這種保險模式一直持續到20世紀初，在某些轄區（例如加利福尼亞州），那裡所有規範醫療保險的法律實際上都稱為殘疾保險。
意外保險最早是由美國馬薩諸塞州的富蘭克林醫療保險公司所提供。該公司成立於1850年，為鐵路和汽船意外事故所造成的傷害提供保險。到1866年，已有60個機構在美國提供意外保險，但此後不久這個行業迅速整合。雖然曾有較早的實驗，但美國的疾病保險覆蓋實際上是從1890年開始。第一份由雇主贊助的團體殘疾保險保單在1911年發出。
在開發醫療費用保險之前，人們期望患者按照所謂的“按服務收費”的商業模式自付醫療費用。在20世紀的中後期，傳統的殘疾保險演變為現代醫療保險計劃。當初這種發展的一個主要障礙是，法院禁止早期形式的綜合醫療保險，因為它違反像保險公司這樣的營利性公司，去從事醫藥相關行業的傳統禁令。州立法機構必須干預，並讓醫療保險合法化，把它當作傳統禁令的例外。如今，涵蓋最廣泛的私人醫療保險計劃包括常規、預防，和緊急醫療方面的費用。它們還承擔或部分承擔某些處方藥和非處方藥的費用。保險公司根據價格、可獲得性，和治療等效物（therapeutic equivalents）來確定承保的藥物。醫療保險計劃同意承保的藥物清單稱為處方表。此外，在醫療保險計劃同意承擔費用之前，某些處方藥可能需要事先授權。

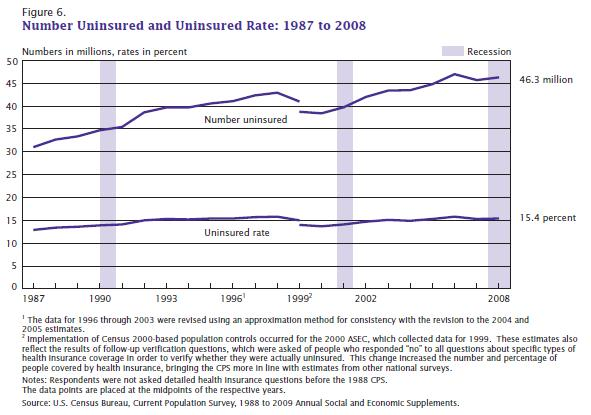
從1987年到2008年，美國無醫療保險人數，以及其佔總人數比率。

住院和醫療費用保單在20世紀上半葉被引入。在1920年代，各個醫院開始以預付費用方式為個人提供服務，最終導致藍十字藍盾協會的創立。 當今的健康維護組織（HMO）的前身起源於1929年，一路在1930年代及第二次世界大戰期間發展。
如果雇主選擇設立一個醫療衛生福利計劃，則《 1974年僱員退休收入保障法》（ERISA）對其有規範（如果未設立，則無法規範）。《1985年統一綜合預算調節法》（COBRA）賦予前僱員在雇主贊助的團體醫療衛生福利計劃下有繼續被覆蓋的權利。
在整個1990年代，包括健康維護組織（HMO）、首選醫療組織，或者服務點計劃在內的管理式醫療護理（managed care）保險計劃，在由雇主資助的保險覆蓋中，原先有大約25％的美國僱員參加，發展到目前是佔絕大多數人都參加。對於managed care，保險公司使用各種技術來解決成本和提高品質，包括價格談判（"網絡內"醫療衛生單位）、使用管理，以及品質保證要求（例如通過聯合委員會和美國醫療衛生認證委員會等機構來完成認證的工作）。
雇主和僱員在保險計劃的細節上可有一些選擇，包括健康儲蓄帳戶、自負額，和共同保險。截至2015年，雇主提供高自負額保險計劃的趨勢已經出現，被稱為以消費者為導向的醫療保險計劃，這種保險計劃讓員工承擔更多費用，而員工則可有支付較低的月付保費的好處。此外，擁有高自負額保險計劃，可促使員工開設健康儲蓄帳戶，產生節稅收入，可用於未來的醫療需要。有些雇主會為僱員提供多種不同醫療計劃的選擇。

### 俄羅斯
私人醫療保險市場在俄羅斯被稱為"自願性醫療保險"（俄语：добровольное медицинское страхование, ДМС），在1992年10月推出。以便和國家提供經費的聯邦強制性醫療保險基金有所區別，私人醫療保險市場目前經歷持續性的成長。